# 龙泉寺 (西城区)
龙泉寺，位于北京市西城区龙爪槐胡同2号，是一座汉传佛教寺院。现为西城区普查登记文物。

## 历史
龙泉寺占地面积1万平方米。始建于宋朝，创建者是谷静端禅师，号龙泉老人，所以寺名“龙泉”。后来该寺倾废。明朝正统八年（1443年）秋，大兴隆寺僧人万松（法名“智林”）在这里重新建龙泉寺。此次兴建了山门殿、钟楼、鼓楼、祖师殿、伽蓝殿、正殿、方丈院、僧舍、廊庑等建筑。明朝成化九年五月（1473年），立石碑作记。清朝康熙二十四年（1685年），龙泉寺由住持无生禅师（海畛）重修，完工之后立有重修碑，请顺治年间进士、康熙年间保和殿大学士兼礼部尚书王熙撰写了重修碑文。
中国第一历史档案馆档案记载，清朝末年，1905年北京佛教界成立“中国佛教学务总公所”，僧长是光明寺住持东山，发起人有北京各佛寺住持：广善寺住持达远、广化寺住持灵山、慈因寺住持吉安、龙泉寺住持道兴、观音寺住持觉先。
1908年，龙泉寺住持释道兴在龙泉寺的中部及西部创办龙泉寺孤儿院，以收养北京城的无依无靠的孤儿，不分僧俗，实行半读半工。中华民国初期，龙泉寺孤儿院继续发展，由最初收容60名孤儿发展到收容100多名孤儿，至1929年累计抚养孤儿成人达3000名。后来该孤儿院改为私立龙泉寺小学。
1949年以后，龙泉寺的“张文襄公祠”被划入陶然亭公园，改建成“抱冰堂”。龙泉寺尚存方丈院；大殿2座，各5间；配殿3座，各3间。如今为某单位用房。其他房屋均已被改建或拆除。

## 人文旧事
清朝中叶以后，龙泉寺是文人、官员游赏吟诗之地。1914年1月，章太炎大闹袁世凯大总统府时，曾遭袁世凯囚禁在龙泉寺小院内。张大千也曾到该寺为寺僧作画，画作由寺僧百川和尚保存了很多年，后因被盗而丢失。
1926年8月，报人林白水遭到军阀张宗昌杀害，灵柩停放在龙泉寺内。
民国八年（1919年）三月，齐白石第三次到北京后不久，托人在龙泉寺的隔壁租下多间房，迁居此处。同年冬，风闻湖南又起战争，齐白石陪陈春君同行湖南。民国九年（1920年）春二月，齐白石带着三子齐良琨、长孙齐秉灵，到北京学习。因为去龙泉寺交通不便，便迁居宣武门内石镫庵。

## 建筑
龙泉寺坐北朝南，分为中、西、东三路：
- 中路：自南向北依次是山门、大殿、后殿。[2]
  - 山门：已拆除。[2]
  - 大殿：位于高大的青石台基上，面阔五间，进深七檩，硬山顶，前出廊，灰筒瓦屋面，排山勾滴，雕花正脊。大殿两侧有东、西配殿，西配殿面阔三间，进深七檩，硬山顶，前出廊，东配殿已拆除。[2]
  - 后殿：位于龙泉寺最北面，面阔五间，进深七檩，硬山顶，灰筒瓦屋面，排山勾滴，雕花正脊。主殿的东西两侧有配殿，面阔三间，进深七檩，硬山顶，前出廊，灰筒瓦屋面，正脊是灰瓦的镂空花脊，山墙廊步开有券门，连接着游廊。主殿西边有耳房八间，进深五檩，硬山顶，灰筒瓦屋面，镂空花脊。[2]
  - 西廊庑：中路西部廊庑位于大殿和后殿的两座西配殿之间，面阔七间，进深五檩，前出廊，硬山顶，当心间是门道，可以通往西跨院。[2]
- 西路：如今仅存一进庭院，由正房、南房、西殿房构成。正房面阔三间，进深七檩，硬山顶，前出廊，排山勾滴，镂空花脊。南房是小式结构，面阔三间，进深五檩，硬山顶。西配房是小式结构，面阔三间，进深五檩，灰梗瓦屋面。[2]
- 东路：建筑已全部拆改。[2]

龙泉寺共有殿宇、僧舍等房屋245间。寺内有罗汉像、神像78尊；大鼓、铜钟、铁钟、铁钟罄、锡供件、鼎、佛龛、琉璃制清规牌、竹禅画佛像等33件（座）；大藏经、石刻金刚经各一部。寺内有一眼井，井水味道甘美，可以和当时北京南城以水甘而闻名的姚家井的水相媲美。
东跨院原来是龙泉寺的一部分，名为“兴诚寺”，又因寺内有一株古槐状似卧龙，所以俗称“龙树寺”，后来脱离龙泉寺独立。清朝宣统年间，张之洞入主军机处，在龙树寺兴建七间北屋，取名“蒹葭簃”，张之洞经常邀请同僚来此宴饮作诗。张之洞逝世后，其门生、同僚将此处改为“张文襄公祠”，内供张之洞遗像，在院南墙另开辟祠堂门。